# HD20919
GSC3320-549 є подвійною зорею, що знаходиться  у сузір'ї Персей.
Ця подвійна система має видиму зоряну величину в смузі V приблизно 9,0.
Вона розташована на відстані близько 2764,0 світлових років від Сонця.

## Подвійна зоря
Головна зоря цієї системи належить до хімічно пекулярних зір й має спектральний клас A8.
Інша компонента має  спектральний клас F3.